# Heteropternis minuta
Heteropternis minuta är en insektsart som beskrevs av Boris Petrovich Uvarov 1934. Heteropternis minuta ingår i släktet Heteropternis och familjen gräshoppor. Inga underarter finns listade i Catalogue of Life.